# Inika
Inika (auch Ini-ka oder In-ka) war ein hoher, altägyptischer Beamter, der unter König (Pharao) Hor Den (1. Dynastie) tätig war. Sein Name findet sich auf der berühmten „MacGregor-Plakette“, auf der König Dens Triumph über eine feindliche Streitmacht nahe der Ostgrenze Ägyptens bildlich festgehalten ist. Vermutlich war Inika der Sandalenträger des Königs, die MacGregor-Plakette trägt auf ihrer Rückseite die Darstellung eines Sandalenpaars. Sein Name wird sonst nirgends erwähnt.